# Perilampus nilamburensis
Perilampus nilamburensis är en stekelart som beskrevs av Mani och Kaul 1973. Perilampus nilamburensis ingår i släktet Perilampus och familjen gropglanssteklar. Inga underarter finns listade i Catalogue of Life.